# Polycarpe Abah Abah
Polycarpe Abah Abah, né le 17 septembre 1954 à Zoétélé, dans la Région du Sud, est un homme politique camerounais. Il a été ministre de l'Économie et des Finances du Cameroun de 2004 à 2008, année de son arrestation et incarcération dans le cadre de l'opération Épervier.

## Biographie

### Études
En 1974, il obtient son baccalauréat série A au lycée de Manengoumba, avec mention bien.
Il a suivi des études d'économie à l'université de Yaoundé, d'où il sort licencié en économie.
Par la suite, il étudie aux États-Unis à l'université de Californie du Sud de Los Angeles, où il obtient un Master of Public Administration, un diplôme de gestion en finances publiques à l’institut du management d’Atlanta et un autre à l’international Law Institute de Washington DC.
Il étudie également à l'École nationale d'administration et de magistrature (ENAM) d'où il sort en 1980 avec un diplôme du cycle A des régies financières.
Il est par ailleurs diplômé de l’Institut d’administration publique de Paris.

### Carrière professionnelle
À sa sortie de l’ENAM, il est nommé à la cellule pétrolière de la Direction des Impôts comme chargé de la mise en place de la fiscalité pétrolière au Cameroun. Il travaille en étroite collaboration avec la Société nationale des hydrocarbures dans la mise en place d’une fiscalité pétrolière. Le pétrole qui venait d’être découvert relevait alors du secret d’État ce qui lui vaudra d’être nommé pendant longtemps administrateur représentant l’État au sein du Conseil d’Administration de la SNH, poste qu’il ne quitte que lorsqu’il est nommé MINEFI[Quoi ?].
Au sein de la Direction des Impôts, il a été tour à tour, sous-directeur de la législation fiscale, en 1983, et membre de la commission Nationale de Marché Publics pendant plusieurs années. Puis, il fut expert de l’Union douanière et économique de l'Afrique centrale et sous directeur national chargé des enquêtes et du contrôle fiscal au Cameroun. Il quitte la Direction des Impôts en 1988.
De 1988 à 1991, il est nommé Attaché au Secrétariat général de la Présidence de la République, chargé du suivi des activités du Ministère de l’Économie et des Finances, ainsi que des relations avec les partenaires au développement (Banque Mondiale et Fonds monétaire international) dans le cadre du programme d’ajustement structurel conclu par le gouvernement.
Avec la création des services du Premier Ministre, il y est nommé chargé de mission de 1991 à 1998. Il continue d’y exercer les mêmes activités qu’il exerçait à la Présidence de la République. Cumulativement avec ces fonctions, il est nommé président de la Commission Nationale des Réformes Fiscales au Cameroun, commission qui a conçu et défini le cadre, ainsi que les règles qui s’appliquent actuellement au Cameroun en matière fiscale. 
De 1998 à 2004, il est directeur des Impôts, la mission à lui assignée étant de mettre en œuvre toutes les réformes fiscales. Sous sa direction, les recettes de l’administration fiscale sont multipliées par trois en moins de 6 ans, passant de 250 000 000 000 de francs CFA en 1998, à plus de 750 000 000 000 de francs CFA en 2004.

### Carrière politique
Il est nommé ministre de l’Économie et des Finances le 8 décembre 2004.
À la tête de cette méga structure (en réalité la juxtaposition de deux gros départements ministériels, et sous l'autorité du Chef de l’État, en application de ses directives, ainsi que de ses instructions), les finances publiques du pays sont assainies. Les principaux indicateurs de l’économie passent au vert avec notamment un taux de croissance du PIB qui va de moins de 2 % à son arrivée, à plus de 4 % trois ans plus tard. Le taux d’inflation, quant à lui, est inférieur à 2 % à son départ.
Par ailleurs, les relations avec les partenaires au développement sont rétablies et consolidées. La signature de l’État retrouve sa crédibilité vis-à-vis des bailleurs de fonds et des opérateurs économiques nationaux.
En avril 2006, après une masse critique de réformes, le Cameroun atteint le point d’achèvement de l’Initiative pays pauvres très endettés, avec à la clé, un substantiel allègement de sa dette.

## Ennuis judiciaires
À partir de 2008, Polycarpe Abah Abah est régulièrement inquiété par la justice camerounaise dans le cadre de l'opération Épervier, campagne anti-corruption lancée en 2006 par le Premier ministre Ephraïm Inoni. De 2008 à 2022, il est ainsi condamné 6 six fois par le tribunal criminel spécial (TCS) dans diverses affaires de corruption et de détournement d'argent — finissant par être acquitté dans 2 d'entre elles : l'« affaire Lydienne Eyoum » et l'affaire dite « de la TVA ». Cumulant un total de 81 années de prison, il est la personnalité politique la plus durement touchée par l'opération Épervier. Il nie les accusations portées contre lui, ses avocats affirmant que les sommes prétendument détournées étaient toujours utilisées par l'administration camerounaise,.

## Récompenses et distinctions
Polycarpe Abah Abah est chevalier de l’Ordre de la Valeur et Meilleur ministre des finances africain de l’année 2006, titre décerné par l’assemblée générale des institutions de Breton Woods à Singapour.